# Kissel (Thüringer Wald)
Der Kissel ist ein Berg des westlichen Thüringer Waldes. Er befindet sich ca. 1600 m südlich vom Rennsteig, Forstort Rühler Häuschen, entfernt und markiert die Gemarkungsgrenze der Stadt Ruhla mit Waldfisch; südöstlich schließt sich der Arnsberg (Nebengipfel) an. Der Berg ist weitgehend bewaldet – im westlichen und südlichen Teil überwiegend mit Laubwald (Buche) bestockt, im östlichen und nördlichen Teil mit Fichte.
Bereits 1330 wird in der Grenzbeschreibung zum Frankensteiner Verkaufsbrief ein Berg Kyselinge erwähnt. Der Name könnte auf das anstehende harte Gestein, hier Porphyr, hinweisen.
Knapp 600 m südlich des Berggipfels befindet sich das 1868/69 im Blockhaus-Stil erbaute denkmalgeschützte Jagd- und Forsthaus Kissel der Meininger Herzöge; dabei steht auch das 1985 erbaute  Hotelrestaurant Waldhaus Kissel (546,2 m ü. NN) – ursprünglich ein Ferienobjekt des Staatlichen Forstwirtschaftsbetriebes Bad Salzungen. Die Zufahrt erfolgt über den Abzweig Waldhaus Kissel an der Landesstraße 1126 etwa 1500 m westlich von Schweina.
Der Kissel ist Ausgangspunkt vieler Wanderer zum nahen Rennsteig, zum Campingplatz Altenberger See oder nach Ruhla. In der Nähe befinden sich die Reste der mittelalterlichen Burgstellen Alter Ringelstein und Neuer Ringelstein sowie der sagenhafte Brautborn. Am Kissel vorbei führt der Pummpälzweg, ein bekannter Wanderweg von der Wartburg in die Kreisstadt Bad Salzungen.

## Karten
- Topographische Karte 1:25 000: TK25 – Blatt 5127 Bad Salzungen, Thüringer Landesamt für Vermessung und Geoinformation, Erfurt  1997, ISBN 3-86140-063-4
- Topographische Karte 1:50 000: TK50 W Nr.55 – Westlicher Thüringer Wald, Thüringer Landesamt für Vermessung und Geoinformation, ISBN 3-86140-265-3
- Wanderkarte Bad Liebenstein vom Burghard-Verlag Bad Salzungen, ohne ISBN